# Ambient Marketing

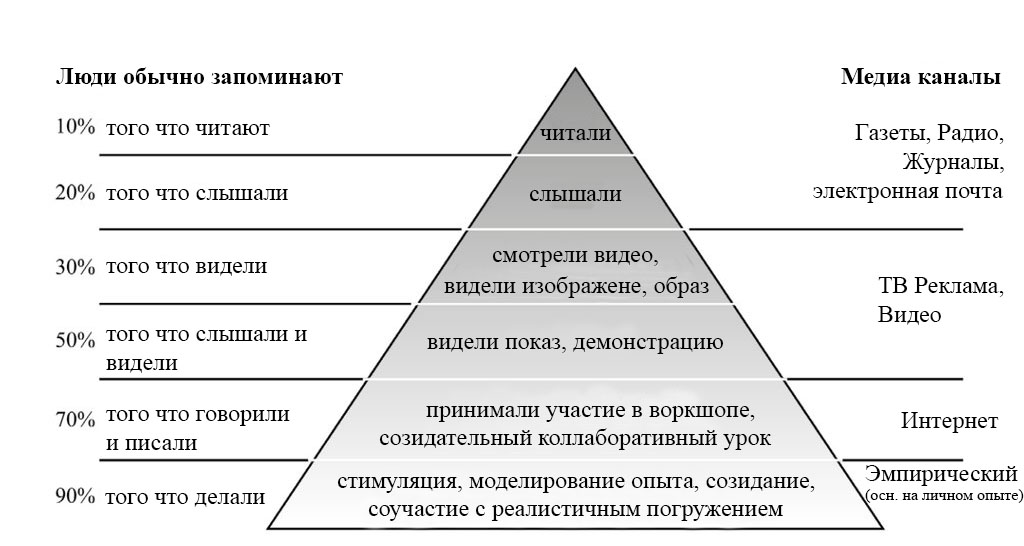
Эмпирическая вовлеченность

Ambient marketing — (от англ. ambient — окружение) направление в рекламе, для которого характерно использование окружающей среды и её элементов в качестве коммуникационного канала. Впервые понятие ambient marketing озвучило Британское агентство Concord Advertising в 1996 году.
Целевая аудитория ценит в ambient кампаниях творческий подход, изобретательность, функциональное использование окружающей среды. Объекты, созданные в целях продвижения бренда, становятся плейс-мейкерами (от англ. place maker). Они трансформируют окружающий ландшафт, делая населенный пункт или транзитную зону дружелюбнее и полезнее. Люди готовы возвращаться к таким объектам и в такую среду, развивая коммуникацию и увеличивая количество контактов с брендом персонально и через социальные сети. Высокая степень конвертации Ambient проектов в PR и SMM, при комплексном подходе, обеспечивает высокий охват и лояльность массовой аудитории.
По классификации фестиваля Каннские Львы Ambient marketing включает в себя следующие направления:
1. Нестандартная внутренняя реклама — нестандартные подходы к рекламным решениям и размещению внутри помещений общественного назначения.
2. Специальные решения малого размера — продукты промышленного дизайна, небольшие предметы, интегрируемые в окружающую среду или рекламную конструкцию, такие как: миниатюрные модели и постройки, бензоколонки, стикеры, указатели, вывески, брелоки, надувные шары и другие брендируемые изделия. Так же предметы могут являться дополнениями к существующим объектам или пространству, меняя смысл дополняемого.
3. Специальные постройки — различные конструкции, архитектурные объекты и инсталляции, вовлекающие людей во взаимодействие с ними, провоцирующие генерацию пользовательского контента. Конструкции интегрируются в экстерьер местности и/или здания посредством установки малых архитектурных форм, постройка зданий отражающих ценности бренда, визуальных проекций, трансформации окружающей среды. К специальным постройкам относятся: крупногабаритные вывески, нестандартные элементы навигации, инсталляции, экраны, а также крупногабаритные площади для размещения рекламы, временные магазины, перегородки для очереди и напольные покрытия.
4. «Живая реклама» и специальные мероприятия — акции с участием людей: брендированные концерты, перформансы, демонстрации, шествия.
5. Интерактивный опыт — преобразование пространства для создания события с целью вовлечения потенциального потребителя, передачи позитивной эмоции и опыта использования продукта. Условия процессов создаются при помощи технологических конструкций и актёров. Такой подход часто используется для создания вирусных видеороликов: нестандартность ситуации и искренние эмоции участников вызывают живой интерес у пользователей социальных сетей.
6. Транзитная реклама — нестандартная реклама, использующая транспорт и транзитные зоны. Интеграция конструкций и брендированных элементов в машины, поезда, самолеты, корабли и другие виды транспорта. Возможно нестандартное использования транзитных зон, таких как: парковки, автобусные остановки, вокзалы, порты, дороги, гоночные трассы и другие.